# Alice in the Big League
Alice in the Big League é um curta-metragem de animação estadunidense de 1927, lançado como parte da série Alice Comedies.